# Trans European Airways
Trans European Airways, más conocida por sus iniciales TEA, fue una aerolínea belga que funcionó entre 1971 y 1991. Tenía su sede en el Edificio 117 en los terrenos del aeropuerto de Melsbroek en Steenokkerzeel, Bélgica.

## Historia
TEA fue fundada en octubre de 1970 por el operador turístico belga TIFA y George P. Gutelman. En 1971, los vuelos de ida y vuelta comenzaron con un Boeing 720 usado. La aerolínea inicialmente adquirió una flota de aviones Boeing 707 y Boeing 720 de segunda mano.
A principios de la década de 1970, TEA se convirtió en la primera aerolínea en pedir un Airbus y posteriormente utilizó la única variante del Airbus A300B1 para ser utilizada en servicio público, distinguiéndose por su fuselaje más corto y la falta de listones, hasta su retiro en noviembre de 1990.
La aerolínea se expandió, operando un segundo Airbus A300 por un tiempo y comenzó a adquirir aviones Boeing 737-200. Más tarde adquirió el operador turístico belga SunSnacks, que había ayudado a formar en 1976, y creó una filial, TEAMCO (Compañía de mantenimiento de Trans European Airways) para manejar el mantenimiento de sus propios aviones y los de otros operadores, tanto civiles como militares.
La compañía participó en la Operación Moses en 1984-1985 y luego comenzó a expandirse rápidamente a fines de la década de 1980, formando filiales en el Reino Unido (TEA-UK), Francia (TEA-FRANCE), Italia (TEA-ITALY) y Suiza. (TEA-BASEL), pero la recesión económica mundial a principios de los años noventa, en parte como resultado de la Guerra del Golfo, provocó que cerrara el 27 de septiembre de 1991.
Tras su fracaso, algunas partes del grupo dieron lugar a las líneas aéreas sucesoras: se formaron European Airlines y EuroBelgian Airlines (la posterior Virgin Express), y la dirección de la filial del Reino Unido, que anteriormente había gestionado Orion Airways, formó Excalibur Airways. TEA Suiza continuó comerciando con éxito, y finalmente fue comprada por easyJet en 1997 y se convirtió en easyJet Suiza. Georges Gutelman luego fundó CityBird, que también fracasó en la caída de la aviación que siguió a los ataques del 11 de septiembre de 2001.

## Flota

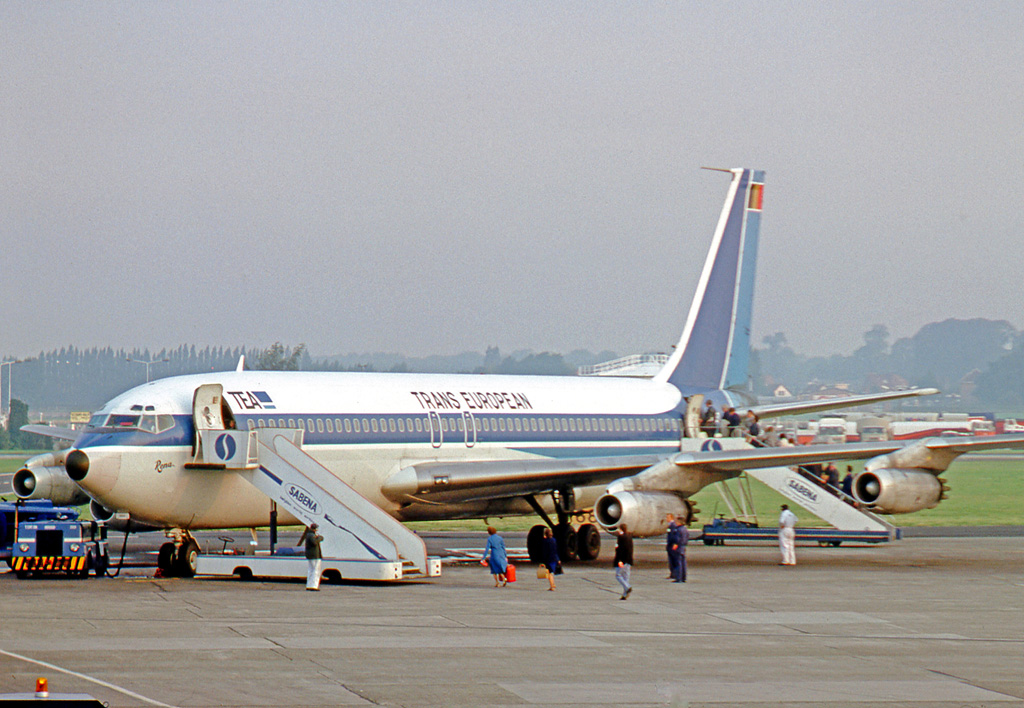
Producción temprana Boeing 707-131 de TEA que carga pasajeros a través de ambas puertas de acceso en el aeropuerto de Bruselas en 1977

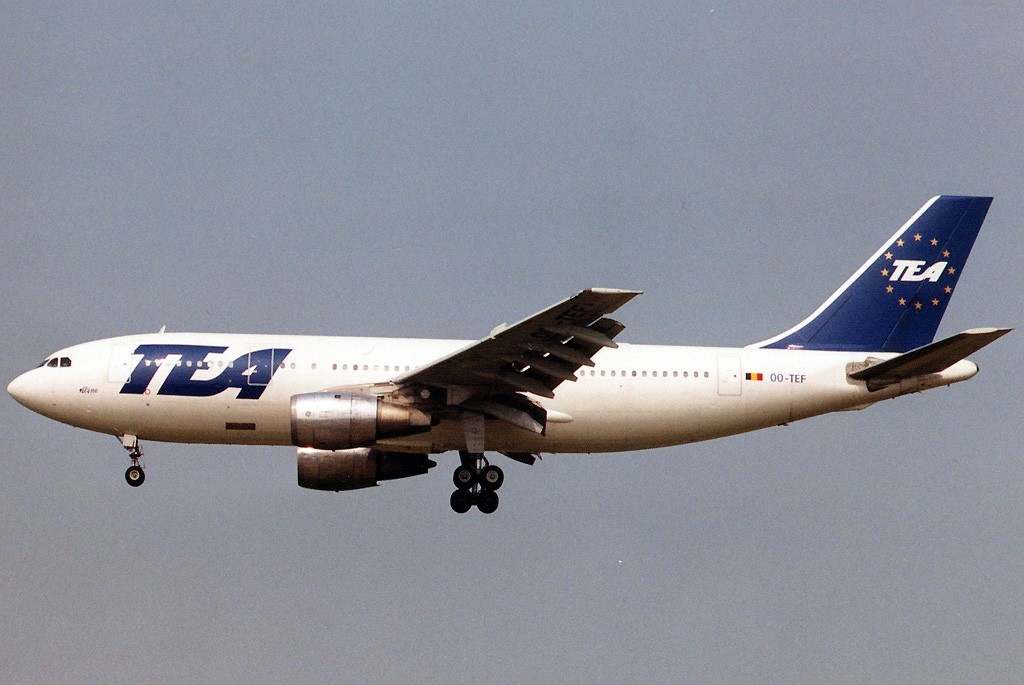
TEA Airbus A300 en 1990

La aerolínea operaba los siguientes tipos de aeronaves en varios momentos de su existencia:
- Airbus A300B1
- Airbus A300B4
- Boeing 707
- Boeing 720
- Boeing 737-200
- Boeing 737-300
- Lockheed L-049 Constellation